# Norge i olympiska vinterspelen 2014
Norge deltog i de olympiska vinterspelen 2014 i Sotji, Ryssland, med en trupp på 134 atleter fördelat på 12 sporter. Fanbärare av den norska truppen på invigningen i Sotjis Olympiastadion var utförsåkaren Aksel Lund Svindal.

## Medaljörer
| Valör  | Namn                                                               | Gren                                     | Datum       |
| ------ | ------------------------------------------------------------------ | ---------------------------------------- | ----------- |
| Guld   | Marit Bjørgen                                                      | Damernas skiathlon i längdskidåkning     | 8 februari  |
| Guld   | Ole Einar Bjørndalen                                               | Herrarnas sprint i skidskytte            | 8 februari  |
| Guld   | Maiken Caspersen Falla                                             | Damernas sprint i längdskidåkning        | 11 februari |
| Guld   | Ola Vigen Hattestad                                                | Herrarnas sprint i längdskidåkning       | 11 februari |
| Guld   | Kjetil Jansrud                                                     | Herrarnas super-G i alpin skidåkning     | 16 februari |
| Guld   | Emil Hegle Svendsen                                                | Herrarnas masstart i skidskytte          | 18 februari |
| Guld   | Jørgen Graabak                                                     | Stor backe i nordisk kombination         | 18 februari |
| Guld   | Ingvild Flugstad Østberg Marit Bjørgen                             | Damernas sprintstafett i längdskidåkning | 19 februari |
| Guld   | Tora Berger Tiril Eckhoff Ole Einar Bjørndalen Emil Hegle Svendsen | Mixstafett i skidskytte                  | 19 februari |
| Guld   | Jørgen Graabak Håvard Klemetsen Magnus Krog Magnus Moan            | Lagtävling i nordisk kombination         | 20 februari |
| Guld   | Marit Bjørgen                                                      | Damernas 30 kilometer i längdskidåkning  | 22 februari |
| Silver | Ståle Sandbech                                                     | Herrarnas slopestyle i snowboard         | 8 februari  |
| Silver | Ingvild Flugstad Østberg                                           | Damernas sprint i längdskidåkning        | 11 februari |
| Silver | Tora Berger                                                        | Damernas jaktstart i skidskytte          | 11 februari |
| Silver | Magnus Moan                                                        | Stor backe i nordisk kombination         | 18 februari |
| Silver | Therese Johaug                                                     | Damernas 30 kilometer i längdskidåkning  | 22 februari |
| Brons  | Heidi Weng                                                         | Damernas skiathlon i längdskidåkning     | 8 februari  |
| Brons  | Kjetil Jansrud                                                     | Herrarnas störtlopp i alpin skidåkning   | 9 februari  |
| Brons  | Martin Johnsrud Sundby                                             | Herrarnas skiathlon i längdskidåkning    | 9 februari  |
| Brons  | Anders Bardal                                                      | Herrarnas normalbacke i backhoppning     | 9 februari  |
| Brons  | Magnus Krog                                                        | Normal backe i nordisk kombination       | 12 februari |
| Brons  | Therese Johaug                                                     | Damernas 10 kilometer i längdskidåkning  | 13 februari |
| Brons  | Tiril Eckhoff                                                      | Damernas masstart i skidskytte           | 17 februari |
| Brons  | Fanny Horn Tiril Eckhoff Ann Kristin Flatland Tora Berger          | Damernas stafett i skidskytte            | 21 februari |
| Brons  | Kristin Størmer Steira                                             | Damernas 30 kilometer i längdskidåkning  | 22 februari |
| Brons  | Henrik Kristoffersen                                               | Herrarnas slalom i alpin skidåkning      | 22 februari |